# Vicepresidentes de Costa Rica
En Costa Rica, de conformidad con la Constitución de 1949, existen dos vicepresidentes de elección popular, elegidos junto con el Presidente de la República, en una misma lista, por sufragio directo, para períodos de cuatro años, sin reelección inmediata. Les corresponde sustituir al Presidente en sus ausencias temporales o definitivas. En el caso de las ausencias temporales el presidente puede designar cual de los dos vicepresidentes le supla.
En caso de muerte o renuncia del presidente, el primer vicepresidente asumirá el cargo por lo restante del período y no se adelantan las elecciones. Esto, sin embargo, nunca ha sucedido desde que está vigente la actual constitución pues desde 1949 ningún presidente de Costa Rica ha fallecido en el cargo, ha renunciado o ha sido destituido. En caso de que los dos vicepresidentes no puedan ejercer el cargo, quien sigue en línea de sucesión es el Presidente de la Asamblea Legislativa, esto ya ha sucedido pues durante la segunda administración de Óscar Arias al final de su período los vicepresidentes habían renunciado; Laura Chinchilla para perseguir sus aspiraciones presidenciales y Kevin Casas a raíz de un escándalo político, por lo que correspondió al presidente legislativo Francisco Antonio Pacheco Fernández ejercer la presidencia en las ausencias temporales de Arias. No está claro si, en el hipotético caso de que el presidente y los dos vicepresidentes no puedan ejercer, se adelantarían las elecciones, aun cuando tal escenario es muy improbable.

## Historia
A lo largo de la historia independiente de Costa Rica ha habido diversos sistemas para llenar las faltas temporales o absolutas del Presidente y los funcionarios llamados a ello han recibido distintas denominaciones:
- De 1821 a 1824, las Juntas Gubernativas tuvieron un Vicepresidente elegido de su seno por las propias Juntas.
- De 1824 a 1841, hubo un Vicejefe de Estado de elección popular.
- De 1841 a 1842 hubo un Segundo Jefe del Estado, de elección popular pero inamovible una vez elegido.
- De 1842 a 1844 hubo un Vicejefe de Estado, elegido por la Asamblea Constituyente.
- De 1846 a 1847 hubo un Vicejefe de Estado de elección popular.
- De 1847 a 1848 hubo un Vicepresidente del Estado de elección popular.
- De 1848 a 1859 hubo un Vicepresidente de la República de elección popular.
- De 1859 a 1949 hubo un sistema de Designados a la Presidencia, habitualmente elegidos por el Poder Legislativo.
- Desde 1949 hay dos Vicepresidentes de elección popular.

## Curiosidades
Varios vicepresidentes han sido luego candidatos presidenciales, siendo los más notables Carlos Manuel Castillo, Luis Fishman y Laura Chinchilla. Cabe destacar sin embargo que a la fecha la única persona que fue vicepresidenta y luego presidenta de la República ha sido Chinchilla, es decir, ha sido la única candidatura exitosa de un vicepresidente dentro de la actual constitución.

## Vicepresidentes de las Juntas de Gobierno de Costa Rica (1821-1824)
| nombre                     | título                                       | Tiempo en la oficina | notas |
| -------------------------- | -------------------------------------------- | -------------------- | ----- |
| Nicolás Carrillo y Aguirre | Vicepresidente del Comité Directivo Interino | 1821–1822            |       |